# Лук'яненко Анатолій Петрович
Анатолій Петрович Лук'яненко — радянський і український актор. Член Національної спілки кінематографістів України.

## Життєпис
Народився 24 червня 1959 року в родині робітника. Закінчив акторський факультет Київського державного інституту театрального мистецтва ім. І.Карпенка-Карого (1984). Помер 2021 року

## Фільмографія
Зіграв у фільмах: «Без року тиждень» (1982, т/ф, Михайло Шульга), «Які ж ми були молоді» (1985, Віктор Савченко), «Поїзд поза розкладом» (1985, Борис), «Женихи» (1985, Андрій), «Твоє мирне небо» (1985, епіз.), «До розслідування приступити» (1986), «Крижані квіти» (1986, Петро), «Виконати будь-яку правду», «Загін спеціального призначення», «Казка про гучний барабан» (1987), «Дорога до пекла» (1988), «Важко бути богом» (1989, епіз.), «Історія пані Ївги» (1990), «Імітатор» (1990), «Погань» (1990), «Проєкт „Альфа“» (1991), «Іван і кобила» (1992), «Прорив» (1992), «Пастка» (1993, мінісеріал), «Вперед, за скарбами гетьмана!» (1993), «Стамбульський транзит» (1993, слідчий Сотниченко), «Обережно! Червона ртуть!» (1995, прапорщик Дашкевич) та ін.